# STS-116
STS-116 foi uma missão do ônibus espacial Discovery realizada entre 9 de 22 de dezembro de 2006.

## Tripulação
| Posição                  | Tripulantes            | Duração          | Pousou na |
| ------------------------ | ---------------------- | ---------------- | --------- |
| Comandante               | Mark L. Polansky       | 12d 20h 44m 23s  | STS-116   |
| Piloto                   | William A. Oefelein    | 12d 20h 44m 23s  | STS-116   |
| Especialista de Missão 1 | Nicholas J. M. Patrick | 12d 20h 44m 23s  | STS-116   |
| Especialista de Missão 2 | Robert L. Curbeam Jr.  | 12d 20h 44m 23s  | STS-116   |
| Especialista de Missão 3 | A. Christer Fuglesang  | 12d 20h 44m 23s  | STS-116   |
| Especialista de Missão 4 | Joan E. Higginbotham   | 12d 20h 44m 23s  | STS-116   |
| Especialista de Missão 5 | Sunita L. Williams     | 194d 18h 02m 01s | STS-117   |

### Retornando da ISS
| Posição           | Tripulantes      | Duração          | Lançou na |
| ----------------- | ---------------- | ---------------- | --------- |
| Tripulante da ISS | Thomas A. Reiter | 171d 03h 54m 03s | STS-121   |

## Missão
Adiada por dois dias devido ao mau tempo na região de Cabo Canaveral para o lançamento, ela foi lançada na noite de 9 de novembro, levando em sua tripulação o primeiro sueco a ir ao espaço, o físico e astronauta da Agência Espacial Europeia, Christer Fuglesang.
Os principais objetivos da missão foram o de fazer a rotação entre os ocupantes da Expedição 14 então ocupante da ISS, instalar uma grande seção de armação do suporte da estação e instalar um reforço no sistema de energia a bordo.